# リカルド・フェリペ・ダ・シルバ・ブラガ
リカルジーニョ（Ricardinho）こと、リカルド・フェリペ・ダ・シルバ・ブラガ（Ricardo Filipe Da Silva Braga、1985年9月3日 - ）は、ポルトガルのフットサル選手。ポルトガル代表。ポジションはアラ。

## 経歴

### ベンフィカ時代
ポルトガルのポルトに生まれる。幼少の頃からサッカー選手としてプレーしていたが、「身長が低い」などの理由でフットサルに転向する。15歳の時にSLベンフィカに入団し、以降は同クラブにてプレー。アジウの指導もあって頭角を表し、卓越したテクニックで「世界有数のフットサルプレイヤー」と評価されるに到る。サッカー選手で同じポルトガル出身のクリスティアーノ・ロナウドによく例えられる。2009-10シーズンのUEFAフットサルカップではベンフィカの優勝に大きく貢献した。
フットサルポルトガル代表でも中心選手であり、2007年にポルトガルで開催されたUEFAフットサル選手権（4位）では優秀選手賞として表彰され、2010年にハンガリーで開催された同大会でも準優勝の立役者となった。2008年のワールドカップ・ブラジル大会や2012年の同・タイ大会にも出場。

### 名古屋オーシャンズ時代
2010年7月、SLベンフィカ時代に指導を受けたアジウが監督を務める名古屋オーシャンズに3年契約で移籍した。初の公式戦となるFリーグ大洋薬品オーシャンアリーナカップではベンフィカ所属時の出場停止のペナルティが国際サッカー連盟の規定により持ち越された為に決勝戦からの登場となったが、試合ではさっそく2得点を挙げ、名古屋に同カップ初優勝をもたらした。リーグ戦でも名古屋の4連覇に貢献し、得点王争いでは31点で3位に終わったもののMVP・ベストファイブにそれぞれ選出された。
2011年6月、リカルジーニョは家族が福島第一原子力発電所事故による放射能汚染を危惧していることなどから、ロシアのCSKAモスクワに1年間のレンタル移籍をすることとなった。なお保有権は引き続き名古屋が保持し、残り2年の契約を1年間延長した上で2012年シーズンより2年間は名古屋でプレーすることを確約していた。同年12月、本人の申し出によりレンタル先が古巣のベンフィカになり、移籍期間終了後の2012年7月より名古屋に復帰
。6連覇に貢献し、このシーズンもMVPおよびベストファイブに選出された。

### インテルFS時代
しかし、Facebook上で残り1年の契約の一方的な破棄を宣言し、2013年シーズンは選手登録がなされておらず、背番号7もほかの選手が背負っている。2013年9月の名古屋オーシャンズからの公式発表で、スペインのインテル・モビスターへの移籍が発表された。インテルでは2013-14および2014-15シーズンでそれぞれMVPに輝いている。

## 所属クラブ
- 2001-2010  SLベンフィカ
- 2010-2011  名古屋オーシャンズ
- 2011  CSKAモスクワ
- 2011-2012  SLベンフィカ
- 2012-2013  名古屋オーシャンズ
- 2013-2020  インテル・モビスター
- 2020-2022  ACCSパリ（フランス語版）
- 2022-  Pendekar United

## タイトル

### クラブ
ベンフィカ
- リーガ・プラカルド (5): 2004-05, 2006-07, 2007-08, 2008-09, 2011-12
- コパ・デ・ポルトガル (4): 2004-05, 2006-07, 2008-09, 2011-12
- スーペルコパ・デ・ポルトガル (3): 2006, 2007, 2009
- UEFAフットサルチャンピオンズリーグ (1): 2009-10

名古屋オーシャンズ
- Fリーグ (2): 2010-11, 2012-13.
- Fリーグ オーシャンカップ (2): 2010, 2012.

インテルFS
- プリメーラ・ディビシオン (6): 2013-14, 2014-15, 2015-16, 2016-17, 2017-18, 2019-20
- コパ・デル・レイ (1): 2014-15
- コパ・デ・エスパーニャ (3): 2014, 2016, 2017
- スーペルコパ・デ・エスパーニャ（スペイン語版） (3): 2015, 2017, 2018.
- UEFAフットサルチャンピオンズリーグ (2): 2016-17, 2017-18

ACCSパリ
- フランスフットサル選手権（英語版） (1): 2021

### ポルトガル代表
- UEFAフットサル選手権 (1): 2018
- FIFAフットサルワールドカップ (1): 2021

## 著書
- 『世界No.1選手が教える リカルジーニョ フットサル神技バイブル』白夜書房 ISBN 9784861916885
- 『フットサル世界No.1 リカルジーニョの足ワザレッスン』学研パブリッシング ISBN 9784058000472